# Serixia longicornis
Serixia longicornis är en skalbaggsart som först beskrevs av Francis Polkinghorne Pascoe 1858.  Serixia longicornis ingår i släktet Serixia och familjen långhorningar. Inga underarter finns listade i Catalogue of Life.